# Command & Conquer 3: Tiberium Wars
Command & Conquer 3: Tiberium Wars (ook C&C 3) is een real-time strategy computerspel, ontwikkeld door EA Los Angeles en uitgegeven door EA Games. Het spel is voor de pc en de Xbox 360 verschenen. C&C3 is het vervolg op Command & Conquer: Tiberian Sun en het derde real-time strategy spel in de Command & Conquerreeks dat zich afspeelt in het "Tiberian universum". Het spel introduceert ook een derde speelbare partij, een buitenaards ras, in de serie. Dit ras, de Scrin, is niet nieuw in de serie. Al in het eerste deel, Command & Conquer: Tiberian Dawn, waren sporen te vinden waarvan later bleek dat ze waren achtergelaten door de Scrin. In Command & Conquer: Tiberian Sun moest er gevochten worden om een neergestorte ufo.
In 2008 kwam het uitbreidingspakket uit, Command & Conquer 3: Kane's Wrath.

## Verhaallijn
Het spel begint in het jaar 2047, tijdens de Derde Tiberium Oorlog na enkele jaren van relatieve vrede tussen de Brotherhood of Nod (Nod) en de Global Defense Initiative (GDI). Nod is inmiddels een supermacht geworden die de macht wil overnemen met behulp van het Tiberium dat zich inmiddels over de aarde heeft verspreid. De wereld is onderverdeeld in drie zones, elk met een bepaalde mate van overgroeiing met Tiberium: Red, Yellow en Blue Zone. De Red Zone is onbewoonbaar gebied dat volledig overwoekerd is met Tiberium. Dit gebied beslaat 30% van de aarde. De helft van de aarde (50%) behoort tot de Yellow Zone, een bewoonbaar gebied dat wel gedeeltelijk begroeid is met Tiberium. Hier woont 80% van de wereldbevolking. Dit is ook het gebied waar Nod zijn bases en verdedigingswerken heeft. De rest van de aarde zijn Blue zones (20%) waar men veilig kan leven en waar GDI en de overige 20% van de wereldbevolking zich ophouden.
GDI houdt zich bezig met het tegengaan van de verspreiding van Tiberium en het veranderen van de Yellow Zones in Blue Zones. In maart 2047 lanceerde Nod een nucleaire raket naar het ruimtestation Philadelphia van GDI dat hierdoor volledig vernietigd werd. Dit was het begin van een wereldwijde aanval van Nod op GDI en het begin van de Derde Tiberium Oorlog.
Een derde, buitenaardse partij, de Scrin, raakt ook betrokken bij deze strijd.

## Overzicht
- Naast GDI en Nod is er nog een derde speelbare partij: de Scrin. Na het voltooien van de singleplayer campagnes voor GDI en Nod is een derde campagne speelbaar met deze partij.
- Het spel maakt gebruik van een verbeterde versie van de SAGE-engine, dezelfde engine die werd gebruikt voor onder andere Command & Conquer: Generals (plus uitbreidingspakket Zero Hour) en The Lord of the Rings: The Battle for Middle-earth.
- Na afwezig te zijn in Command & Conquer: Generals maakt dit deel weer gebruik van full motion video (FMV) zoals in eerdere delen.
- Kane, de leider van de Brotherhood of Nod, is terug. Hij wordt opnieuw (zoals in Tiberian Dawn en Tiberian Sun) gespeeld door Joseph D. Kucan in de FMV's.
- Voice over IP-ondersteuning.
- Ingebouwde ondersteuning voor clans.
- Multiplayer spelmodi zijn: Skirmish, Deathmatch, Team Deathmatch en World Domination.
- De interface van het spel is een aangepaste versie van de interface aan de zijkant van het scherm die gebruikt werd in de Red Alert en Tiberian spellen. Naast een overzichtskaart stelt het de speler in staat om eenheden en gebouwen te produceren zonder naar het betreffende gebouw te moeten zoeken. Wanneer een eenheid geselecteerd is, wordt met behulp van icoontjes duidelijk gemaakt tegen welke vijandige eenheden en gebouwen die eenheid zo effectief mogelijk ingezet kan worden.
- De muziek is gedaan door Steve Jablonsky en niet door Frank Klepacki, die wel de muziek verzorgde voor de eerdere delen in de serie (met uitzondering van Command & Conquer: Generals en het uitbreidingspakket Zero Hour).
- Er zijn drie versies van het spel uitgebracht[3], namelijk een pre-order editie, een standaard-editie en een Kane Edition. De Kane Edition bevat een bonus-dvd met "behind the scenes"-materiaal, documentaires, verwijderde scènes en bloopers uit de FMV's. Ook bevat het filmpjes met strategieën van de ontwikkelaars zelf en vijf bureaubladachtergronden. In het spel krijgt de speler de beschikking over vijf nieuwe multiplayer maps en drie skins, een voor elke partij in het spel.

## Gebouwen en eenheden
Elke factie heeft haar eigen unieke gebouwen en eenheden.

### GDI
| Infanterie                       | Voertuigen                  | Vliegtuigen               | Gebouwen                                        | Ondersteuningsgebouwen               | Ondersteuningskrachten                            | Upgrades                                   |
| -------------------------------- | --------------------------- | ------------------------- | ----------------------------------------------- | ------------------------------------ | ------------------------------------------------- | ------------------------------------------ |
| Schutterspeloton Rifle squad     | Pitbull                     | Orca                      | Bouwterrein Construction yard                   | Wachttoren Watchtower                | Radarscan Radar scan                              | Composietpanser Composite armour           |
| Raketpeloton Missile squad       | Predator-tank Predator Tank | Firehawk                  | Krachtcentrale Power plant                      | Guardian-kanon Guardian cannon       | GDI-luchtdivisie GDI Airborne                     | Scanpacks Scanner pack                     |
| Genie-eenheid Engineer           | APC                         | V-35-Ox-transport V-35 Ox | Kraan Crane                                     | Tiberiumsilo Tiberium silo           | Scherpschuttersteam Sharpshooter team             | Krachtpacks Power pack                     |
| Grenadierpeloton Grenadier squad | Delfmachine Harvester       |                           | Raffinaderij Refinery                           | Sonische zender Sonic emitter        | Orca-aanval Orca strike                           | Mortieren Mortar                           |
| Sluipschuttersteam Sniper team   | MCV                         |                           | Barakken Barracks                               | Ionenkanoncentrum Ion cannon control | Bloedhonden Bloodhounds                           | Railkanon-condensatoren Railgun upgrade    |
| Commando                         | Truck Rig                   |                           | Arsenaal Armory                                 |                                      | Zonesoldaatlandingscapsule Zone trooper Drop Pods | Stratojager-boosters Stratofighter upgrade |
| Zonesoldaten Zone Troopers       | Mammoth-tank Mammoth tank   |                           | Oorlogsfabriek War factory                      |                                      | Schokgolfartillerie Shockwave artillery           | Sensorcapsules Sensor pod upgrade          |
|                                  | Juggernaut                  |                           | Commandopost command post                       |                                      | Ionenkanon Ion cannon                             | Geavanceerde turbines Advanced turbines    |
|                                  | Opzichter Surveyor          |                           | Tech-centrum Tech center                        |                                      |                                                   |                                            |
|                                  |                             |                           | Vliegveld Airfield                              |                                      |                                                   |                                            |
|                                  |                             |                           | Ruimtecommando-transmissie Space command uplink |                                      |                                                   |                                            |

### Nod
| Infanterie                                    | Voertuigen                          | Vliegtuigen                         | Gebouwen                                          | Ondersteuningsgebouwen           | Ondersteuningskrachten                                          | Upgrades                                    |
| --------------------------------------------- | ----------------------------------- | ----------------------------------- | ------------------------------------------------- | -------------------------------- | --------------------------------------------------------------- | ------------------------------------------- |
| Militanten-peloton Militants                  | Aanvalsbuggy Raider buggy           | Venom                               | Bouwterreim Construction yard                     | Tiberiumsilo Tiberium silo       | Radarscan Radar scan                                            | Tiberium-infusie Tiberium infusion          |
| Militanten-raketpeloton Militant rocket squad | Aanvalsmotor Attack bike            | Vertigo-bommenwerper Vertigo bomber | Krachtcentrale Power plant                        | Shredder-geschut Shredder turret | Stoorzenderraket Radar jamming missile                          | Zielverzorger Confessor upgrade             |
| Saboteur                                      | Scorpion-tank Scorpion tank         | Transportvoertuig Carryall          | Kraan Crane                                       | Lasergeschut Laser turret        | Afleidingsleger Decoy army                                      |                                             |
| Fanatici Fanatics                             | Delfmachine Harvester               |                                     | Raffinaderij Refinery                             | SAM-geschut SAM turret           | Verhullingsveld Cloaking field                                  | EMP-spoel EMP coil                          |
| Black Hand                                    | MCV                                 |                                     | Hand van Nod Hand of Nod                          | Stoortoren Distruption tower     | Shadow-aanvalsteam Shadow strike team                           | Bulldozerblad Dozer blades                  |
| Shadow-team Shadow team                       | Vlammentank Flame tank              |                                     | Oorlogsfabriek War factory                        | Lichtobelisk Obelisk of Light    | Mijnen droppen Mine drop                                        | Lasercondensatoren Laser capacitors         |
| Commando                                      | Stealth-tank Stealth tank           |                                     | Missiecentrum Operations center                   | Nod-tempel Temple of Nod         | Tiberiummistbom Tiberium vapor bomb                             | Identificatiegenerator Signature generator  |
|                                               | Avatar-strijdeenheid Avatar warmech |                                     | Geheim heiligdom Secret shrine                    |                                  | Tiberium zaaien Seed tiberium                                   | Vloeibaar-tiberiumkern Liquid tiberium core |
|                                               | Afgezant Emissary                   |                                     | Technolab Tech lab                                |                                  | Catalyst-raket Catalyst missile                                 |                                             |
|                                               |                                     |                                     | Verkeerstoren Air tower                           |                                  | Mastercomputer-tegenmaatregelen Master computer countermeasures |                                             |
|                                               |                                     |                                     | Chemische tiberiumfabriek Tiberium chemical plant |                                  | Kernraket Nuclear missile strike                                |                                             |

### Scrin
| Infanterie                     | Voertuigen                              | Vliegtuigen                                            | Gebouwen                                        | Ondersteuningsgebouwen                     | Ondersteuningskrachten                    | Upgrades                                              |
| ------------------------------ | --------------------------------------- | ------------------------------------------------------ | ----------------------------------------------- | ------------------------------------------ | ----------------------------------------- | ----------------------------------------------------- |
| Zoemers Buzzers                | Zoeker Seeker                           | Sonde Drone ship                                       | Bouwterrein Drone platform                      | Zoemerkorven Buzzer hive                   | Reconstructierobots Reconstruction drones | Plasmaschijf-lanceerinstallatie Plasme disc launchers |
| Desintegrators Disintergrators | Wapenrobot Gun walker                   | Stormrider                                             | Reactor                                         | Groeiversneller Growth accelerator         | Bliksempiek Lightning spike               | Flitspacks Blink packs                                |
| Assimilator                    | Delfmachine Harvester                   | Devastator-schip Devastator Warship                    | Extractor                                       | Stormpilaar Storm collumn                  | De zwerm The swarm                        | Krachtveld-generatoren Forcefield generators          |
| Shocksoldaten Shock troopers   | Devourer-tank Devourer tank             | Planetair transportvliegtuig Planetary assault carrier | Poort Portal                                    | Fotonenkanon Photon cannon                 | Vibratiescan Tiberium vibration scan      | Fusiekern Fusion core                                 |
| Mastermind                     | Corrupter                               | Moederschip Mothership                                 | Warpbol Warp sphere                             | Plasmaraketbatterij Plasma missile battery | Stagnatieschild Stasis shield             |                                                       |
|                                | Annihilator-driepoot Annihilator tripod |                                                        | Zenuwcentrum Nerve center                       | Riftgenerator Rift generator               | Faseveld Phase field                      |                                                       |
|                                | Verkenner Explorer                      |                                                        | Zwaartekracht-stabilisator Gravity stabilisator |                                            | Wormgat Wormhole                          |                                                       |
|                                |                                         |                                                        | Stagnatiekamer Stasis chamber                   |                                            | Moederschip Mothership                    |                                                       |
|                                |                                         |                                                        | Technologie-assemblage Technology assembler     |                                            | Rift                                      |                                                       |
|                                |                                         |                                                        | Signaalzender Signal transmitter                |                                            |                                           |                                                       |
|                                |                                         |                                                        | Gieterij Foundry                                |                                            |                                           |                                                       |

## Multiplayer
Command and Conquer 3 ondersteunde multiplayer over LAN en online op Gamespy-servers (de service van de Gamespy-servers was in 2014 opgeheven). Spelers kunnen strijden om een plek op de 1v1, 2v2, en clan 1v1 en clan 2v2 ladders. Elke ladder heeft een onafhankelijke Elo rating. Er kan ook zonder ranking gespeeld worden. Er zijn ook onafhankelijke ladders, de meest bekende hiervan is clanwars.cc.
EA heeft ook geprobeerd RTS als E-sport te maken door gebruik te maken van het zogenaamde "BattleCast". Dit laat spelers toe om potjes te organiseren en gespeelde spellen te bekijken, ook die van andere spelers. Ook is er de mogelijkheid als "commentator" op te treden en een beschrijving te geven. Er kan dan verteld worden aan andere observeerders wat er zoal gebeurd.

## Soundtrack
In tegenstelling tot de vorige Command & Conquer spellen, werd de muziek van Command & Conquer 3: Tiberium Wars niet door Frank Klepacki gecomponeerd. In plaats van Klepacki componeerden Steve Jablonsky en Trevor Morris de soundtrack.
| Command & Conquer 3: Tiberium Wars nummerlijst | Command & Conquer 3: Tiberium Wars nummerlijst |
| ---------------------------------------------- | ---------------------------------------------- |
| 1.                                             | Morning Hour                                   |
| 2.                                             | Crystalline                                    |
| 3.                                             | Drop Attack                                    |
| 4.                                             | Blue Control                                   |
| 5.                                             | Black Dawn                                     |
| 6.                                             | Tiberian Influx                                |
| 7.                                             | Aftermath                                      |
| 8.                                             | Alien Substance                                |
| 9.                                             | Yellow Temple                                  |
| 10.                                            | Crimson City                                   |
| 11.                                            | Blue Glory                                     |
| 12.                                            | Deadly Force                                   |
| 13.                                            | Gathering Intel                                |
| 14.                                            | Heavy Handed                                   |
| 15.                                            | The Zenith                                     |
| 16.                                            | Yellow Dawn                                    |
| 17.                                            | Infection                                      |
| 18.                                            | Guilty Pleasure                                |
| 19.                                            | Infestation                                    |
| 20.                                            | War Zone                                       |
| 21.                                            | Defense Line                                   |
| 22.                                            | Light Infantry                                 |
| 23.                                            | Havoc                                          |
| 24.                                            | Rebel Forces                                   |
| 25.                                            | No Surrender                                   |
| 26.                                            | Research Initiative                            |
| 27.                                            | Yellow Explore                                 |
| 28.                                            | Intelligence                                   |
| 29.                                            | Radiation Alert                                |
| 30.                                            | Maelstorm                                      |
| 31.                                            | Red Ashes                                      |
| 32.                                            | War Machine                                    |
| 33.                                            | Red Life                                       |
| 34.                                            | Renegade Attack                                |
| 35.                                            | Yellow Planet                                  |
| 36.                                            | Unleashed                                      |
| 37.                                            | Apocalypse                                     |
| 38.                                            | Returning To Base                              |

## Demo
Op 26 februari 2007 werd een demo uitgebracht met een tutorial, twee campaign-missies van GDI en een 'skirmish'-optie waarbij men offline kan spelen. Aanvankelijk kon men alleen als GDI tegen Nod spelen in skirmish maar er werd al gauw ontdekt dat men deze instellingen kon wijzigen zoals de speelstijl van de tegenpartij of de partij die men zelf speelt (GDI of Nod, de Scrin zit niet in de demo).